# Аржаников, Николай Сергеевич
Николай Сергеевич Аржаников (10 марта 1905, Москва — 4 июня 1982, Москва)— советский учёный в области аэродинамики, государственный деятель, доктор технических наук (1932), профессор (1935), заслуженный деятель науки РСФСР (1955).

## Биография

### Ранние годы
Родился 10 марта 1905 года в Москве. В 1926 году окончил МГУ. В 1929 году — аспирантуру этого университета.

### Работа в ЦАГИ
С 1929 года начал работать в ЦАГИ на разных должностях (научный сотрудник, инженер-конструктор, первый заместитель начальника института). Работа Аржаникова в этом институте имела два этапа: с 1929 по 1930 годы, после чего он перевелся в МАИ, и потом с 1939 по 1940 годы. В ЦАГИ Аржаников проводил исследования в области аэродинамики крыла. Уже на втором году его работы была опубликована большая статья в Трудах ЦАГИ, подготовленная им под руководством и при участии С. А. Чаплыгина и П. П. Красильщикова:
С. А. Чаплыгин, П. П. Красильщиков, Н. С. Аржаников. К теории открылка и закрылка. Исследования по разрезным крыльям с закрылком // Труды ЦАГИ : журнал. — ОГИЗ, 1931. — № 105. — С. 1-47.

### Научно-педагогическая работа
Аржаников много лет (с 1930 по 1982 годы) посвятил преподавательской работе в МАИ. В 1931 году Аржаников был назначен заведующим кафедрой теоретической механики самолётостроительного факультета МАИ. В 1932 году ему было присвоено учёное звание профессора.
В 1941 году Аржаников в составе передовой группы преподавателей обеспечивал эвакуацию в Алма-Ату и организацию работы МАИ на новом месте.
В период с 1933 по 1943 годы — заведующий кафедрой теоретической аэрогидромеханики и с 1949 по 1957 годы — заведующий кафедрой аэрогидродинамики.
В 1936—1938 и 1940–1941 годах — декан самолётостроительного факультета, в 1939—1940 и 1941—1943 годах (в эвакуации в Алма-Ате) — заместитель директора МАИ по учебно-научной работе.
Подготовил 6 кандидатов наук.

### Государственная служба
Вплоть до 1980 года Аржаников занимал ряд должностей государственной гражданской службы в Народном комиссариате авиационной промышленности СССР, и в Министерстве высшего и среднего специального образования СССР . В министерство Аржаников был приглашен в 1954 году (при воссоздании этого министерства в составе Правительства СССР) для руководства Главным управлением политехнических и машиностроительных ВУЗов.
В период с 1956 по 1982 годы Аржаников работал учёным секретарём Комитета по Ленинским и Государственным премиям СССР.

### Смерть
Николай Сергеевич Аржаников жил в Москве, он умер 4 июня 1982 года. 
Собранная Аржаниковым коллекция картин русских художников XIX–XX вуков после его смерти была передана семьёй в дар Третьяковской галерее (около десятка произведений Бенуа, Васнецова, Рериха, Поленова и др.).

## Награды и звания
- Орден Октябрьской Революции[5]
- Орден Трудового Красного Знамени (дважды)[5]
- Орден Дружбы Народов[5]
- Орден «Знак Почёта»[5]
- Заслуженный деятель науки РСФСР (1955)[5][15]
- Лауреат премии им. 25-летия МАИ (1967[16], 1984[17])[5][7]

## Память
- На здании аэродинамического корпуса МАИ в 1984 году была установлена мемориальная доска памяти Аржаникова[5][18]